# Palmcrantzska fabriken

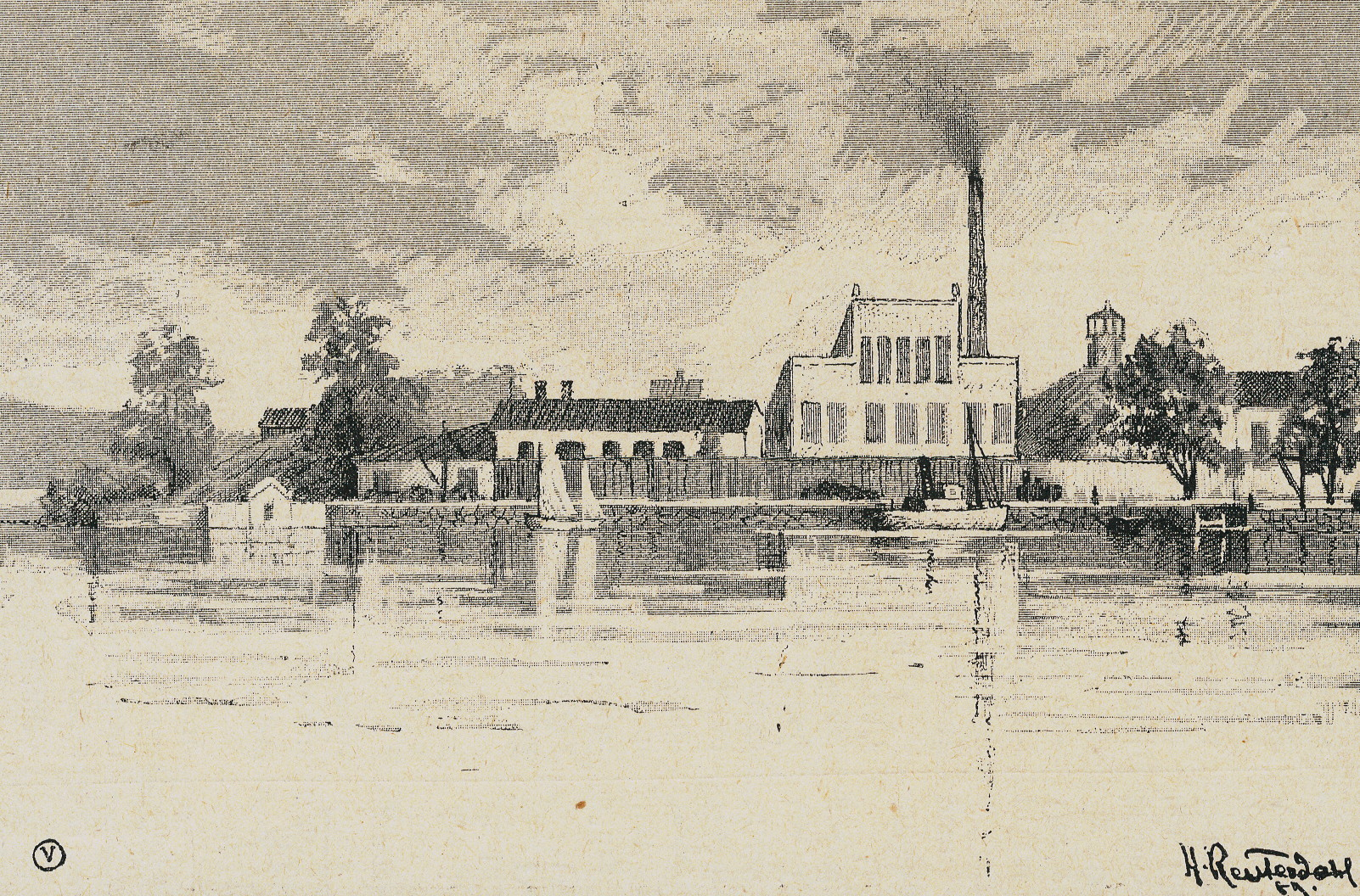
Palmcrantzka fabriken, illustration av Henry Reuterdahl, 1889.

Palmcrantzska fabriken var en industrianläggning i kvarteret Lövholmen i Liljeholmen i södra Stockholm. Byggnaden är grönmärkt av Stadsmuseet i Stockholm vilket innebär ”att byggnaden representerar ett högt kulturhistoriskt värde och är särskilt värdefulla från historisk, kulturhistorisk, miljömässig eller konstnärlig synpunkt”.

## Lokal
Palmcrantzska fabriken består av två sammanbyggda industribyggnader i industriområdet Lövholmen i stadsdelen Liljeholmen i sydvästra Stockholm. De utgör idag fastigheten Lövholmen 16, som ligger vid Lövholmsbrinken. 

## Historia

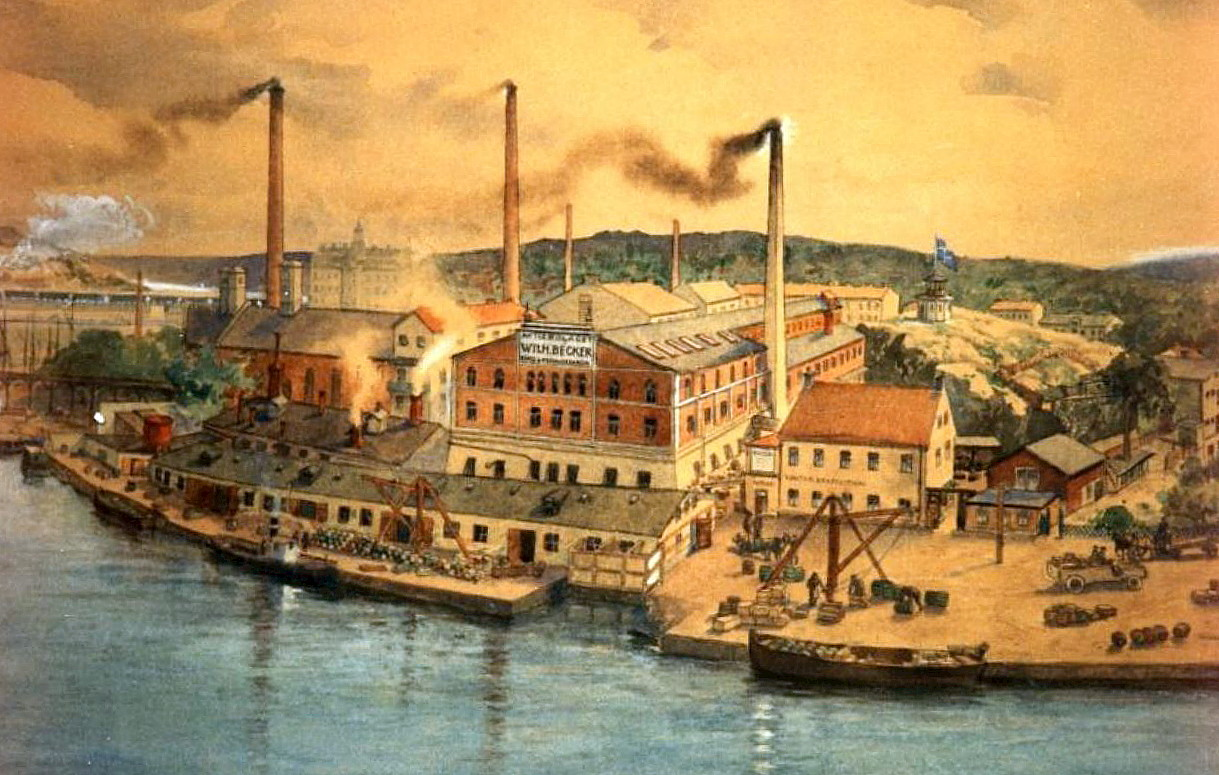
Palmcrantzska fabriken / Beckers färgfabrik 1906.

Verkstadsföretaget H. Palmcrantz & Co köpte 1887 tomten 2/3 Lövholmen. H. Palmcrantz & Co hade grundats av uppfinnaren Helge Palmcrantz och tillverkade av Palmcrantz utvecklade kulsprutor, slåttermaskiner och radsåningsmaskiner i en fabrik på Kungsholmen. Åren 1888–1889 uppfördes i Lövholmen en fabriksanläggning dit tillverkningen av skördetröskor, såmaskiner och cyklar förlades. Anläggningen bestod av ett stort fabrikshus och en smedja/stall strax öster om fabriken. I fabriken genererades elektricitet från en egen ångmaskin.
Fabrikslokalerna togs över av Wilhelm Beckers färgfabrik år 1902. AB Wilh. Becker etablerade ett stort fabriksområde på Lövholmen, och den tidigare verkstadslokalen byggdes om för färgtillverkning. Förutom färg tillverkades där kitt, från 1910 såpa och tvål och senare cellulosa för lacktillverkning. 
Byggnaderna användes i produktion fram till 1970-talet, och förföll därefter. I slutet av 1980-talet genomfördes en större renovering för att omvandla byggnaderna till konsthallen Färgfabriken, kafé och kontor. 
Beckers nedlagda fabriksområde i Lövholmen såldes år 2006 till Skanska. Planer finns att bygga bostäder där. Tomten där Palmcrantzska fabriken står är dock avskild och ägs av Lindéngruppen.

## Byggnaderna

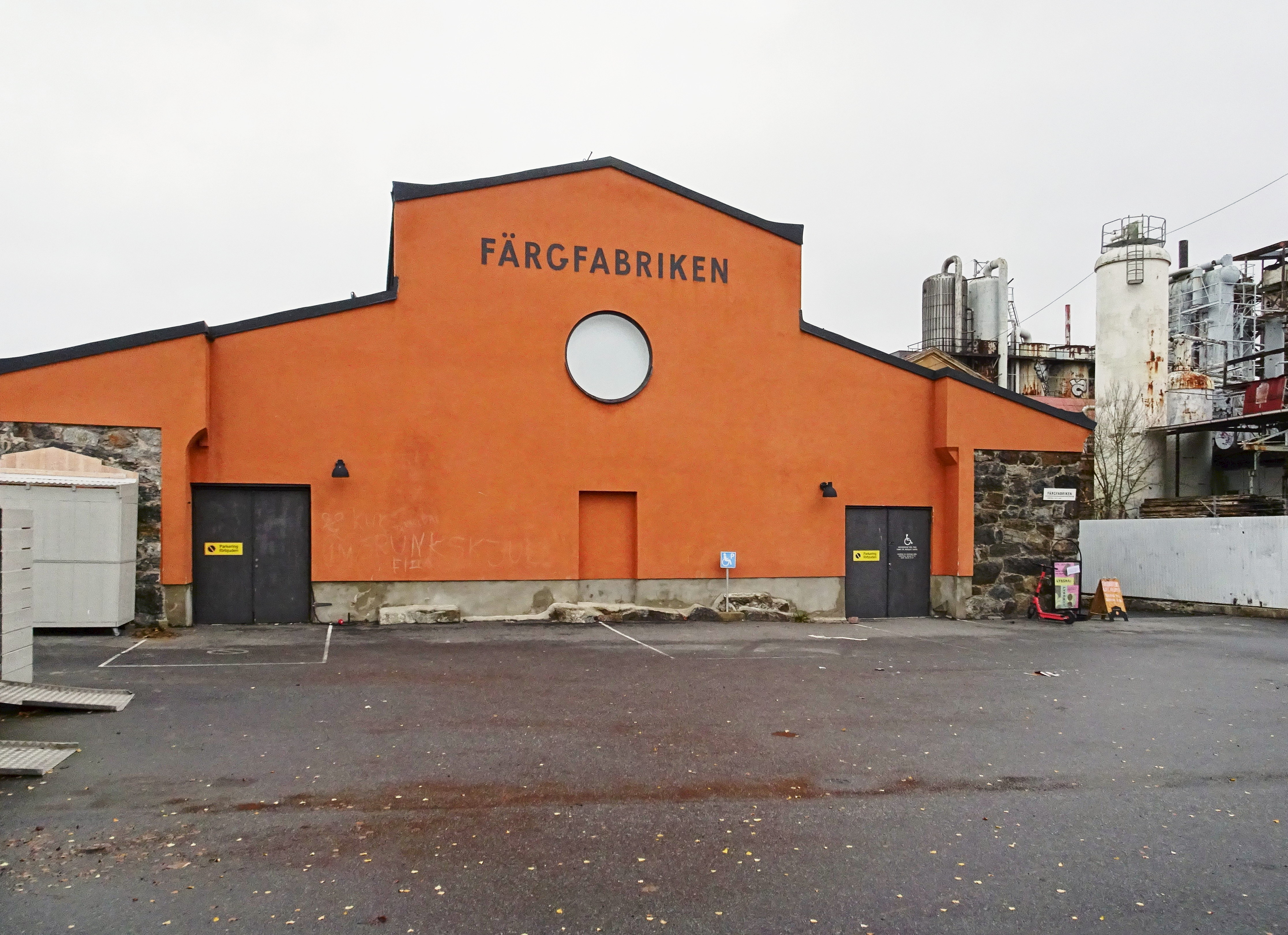
Fasad mot söder, 2020.

Byggnaden och intilliggande smedjan (se Smälten) ritades och uppfördes av ingenjören och byggmästaren Gustaf Alfrid Engelbrektson. Nordväst mot Mälaren reser sig en tre våningar hög tegelfasad, och bakom finns en treskeppig basilikaformad huskropp. Sockel och bottenvåning har uppförts med tjocka murar av bearbetad natursten, och övriga ytterväggar är massiva tegelmurar. I den stora fabrikshallen hålls taket uppe med gjutjärnspelare. 
Under årens lopp har ett antal ombyggnader skett, bland annat en takhöjning med 1,5 meter och en taklanternin. Den senaste ombyggnaden skedde 2009–2011 för att anpassa byggnaden för Färgfabriken Cafés evenemangsverksamhet, utformat av arkitektkontoret Petra Gipp Arkitektur.

## Nuvarande användning
Palmcrantzska huset inrymmer numera konsthallen Färgfabriken samt klubb- och evenemangsverksamhet. Till 2009 inhyste den också Ulf G. Lindéns samling av konst av Erik Höglund, sedermera donerad till Blekinge museum i Karlskrona.

## Historiska bilder

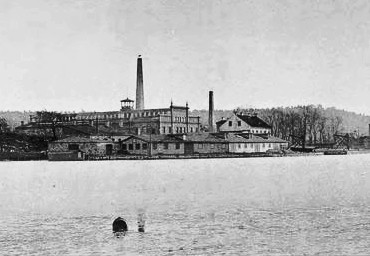
Fabriksanläggningen, 1890-tal.
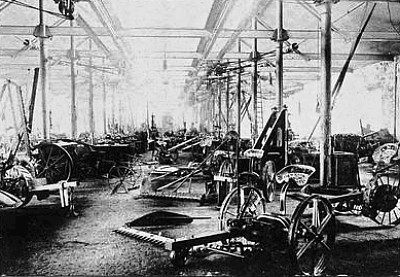
Interiör övre våningen, 1890-tal.
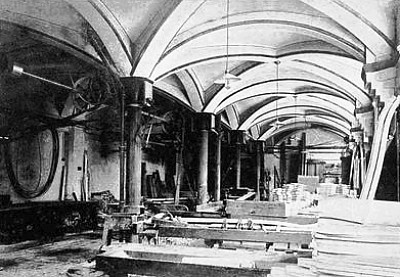
Interiör nedre våningen, 1890-tal.
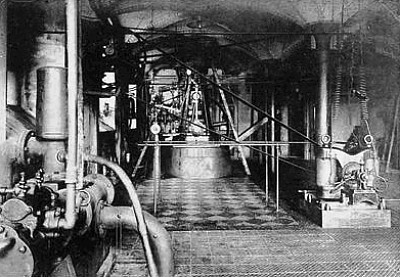
Ångmaskinen, 1890-tal.

## Nutida bilder

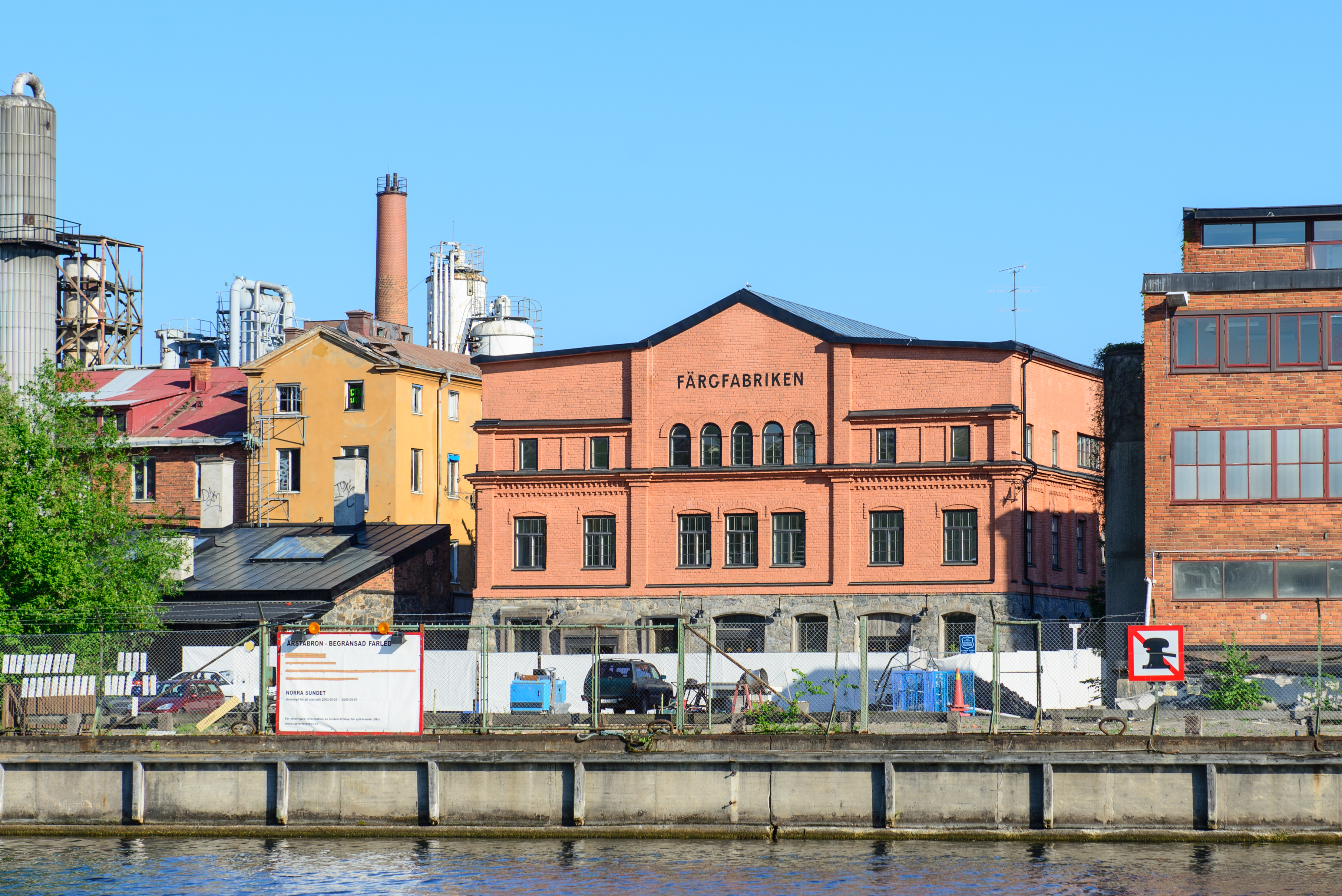
Fasad mot norr, 2013.
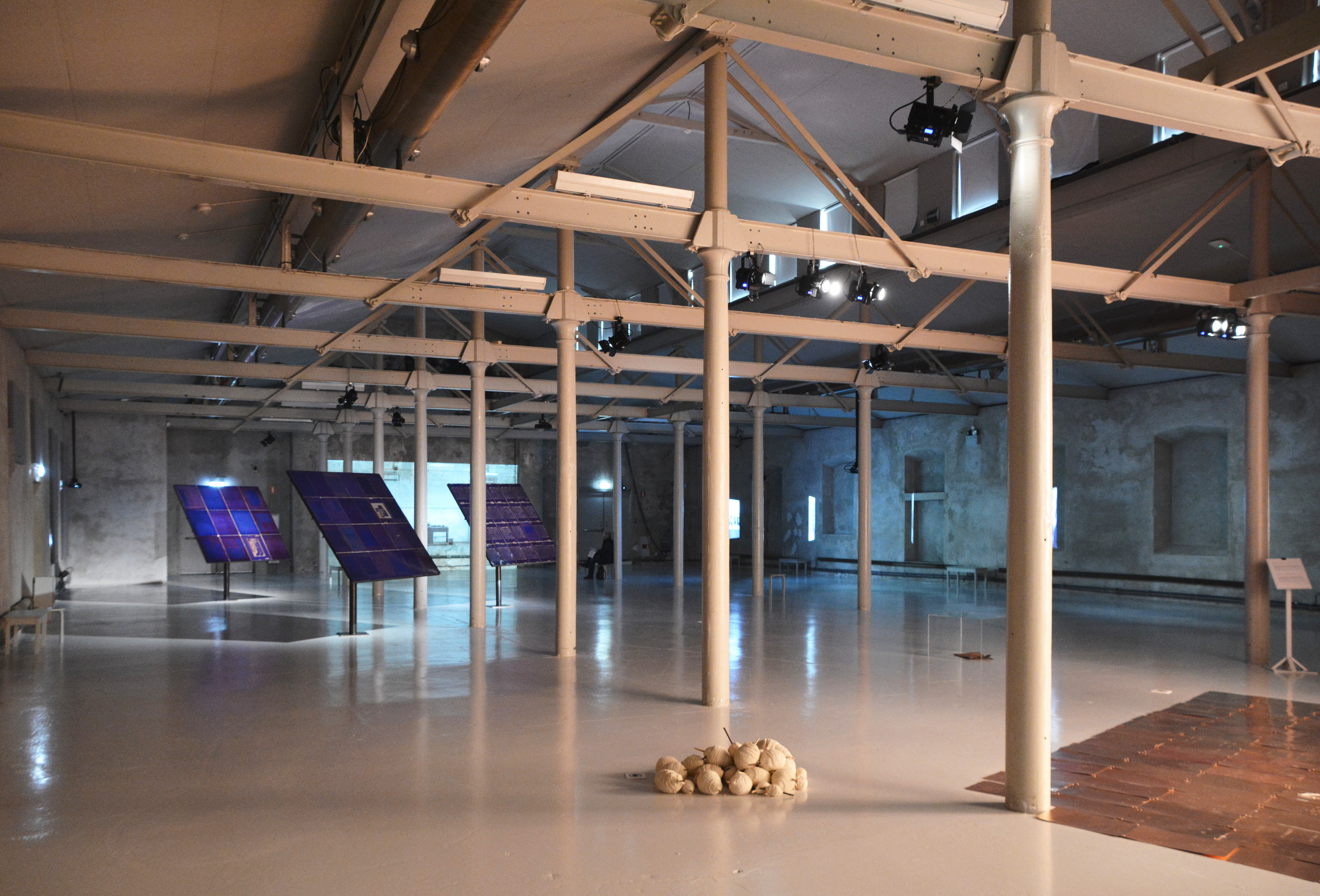
Interiör övre våningen (utställningshallen).
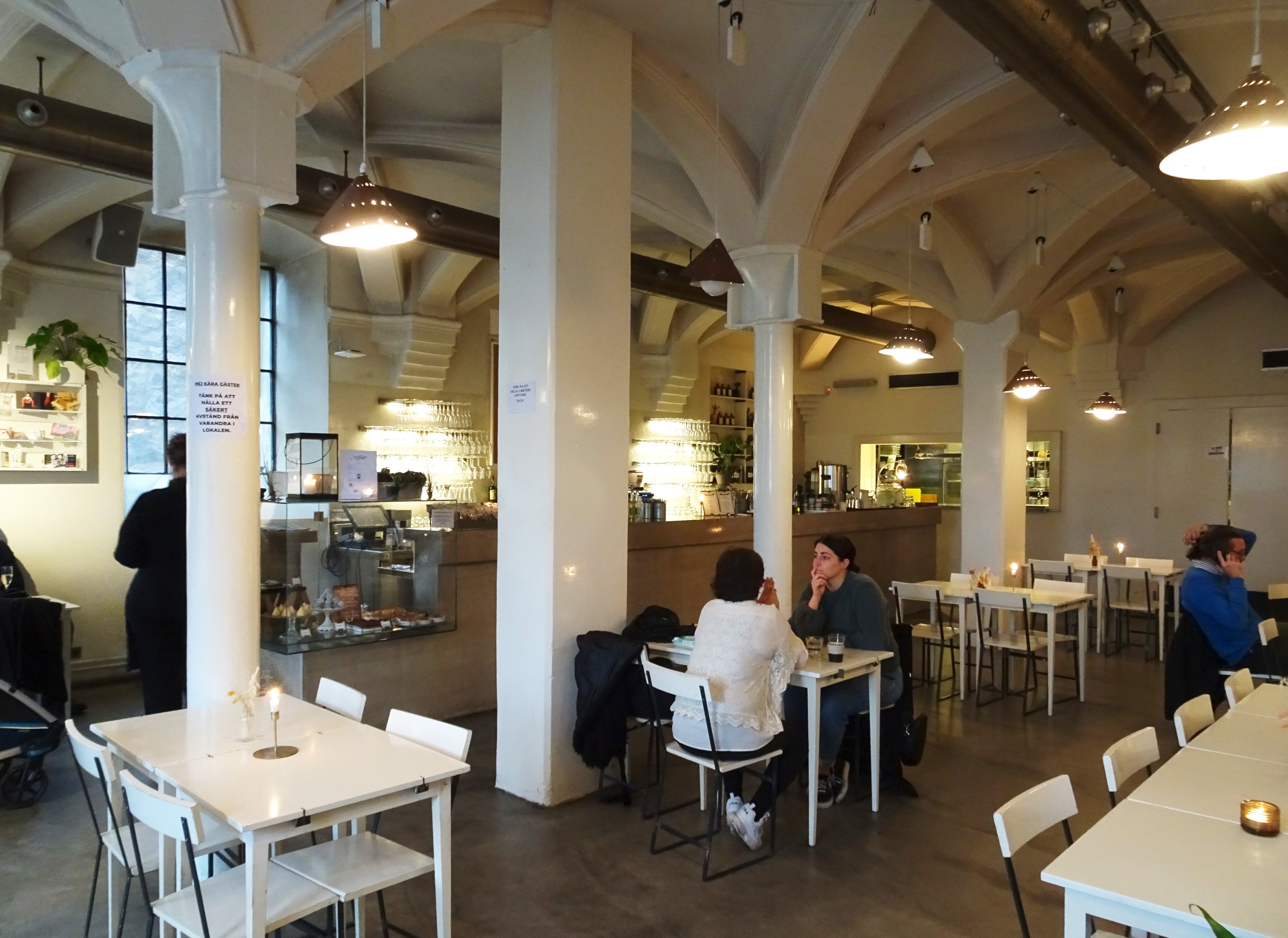
Interiör nedre våningen (café).
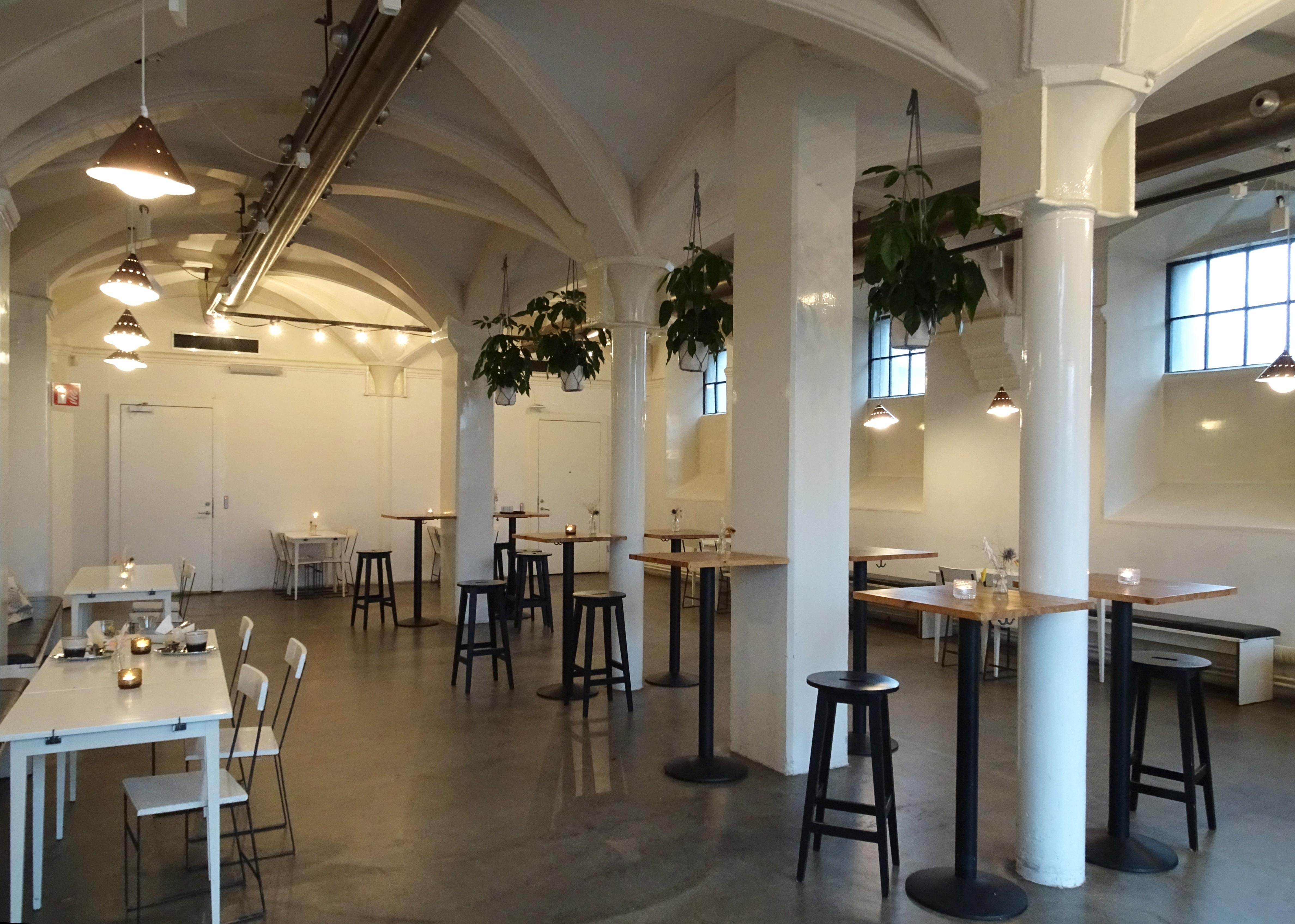
Interiör nedre våningen.

## Se även

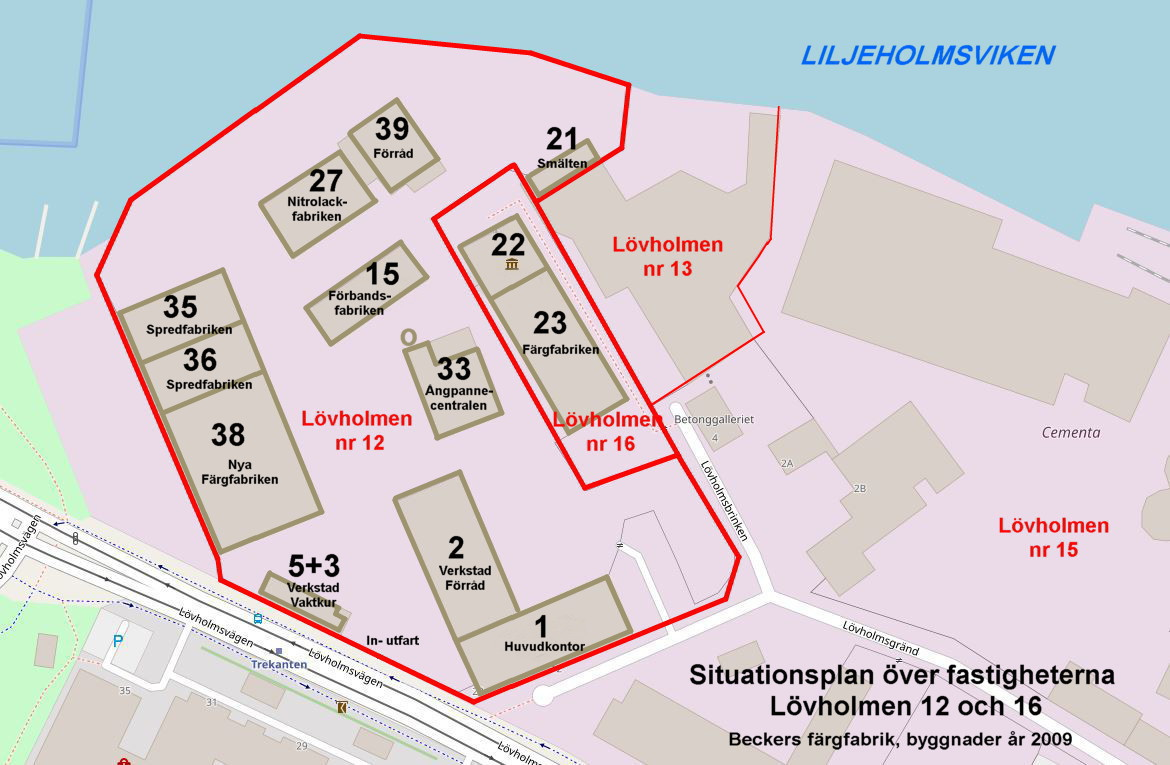
Orienteringsplan med bebyggelsen 2009.

## Fotnoter
1. ↑  Stadsmuseets interaktiva karta för kulturmärkning av byggnader i Stockholm.
2. ↑  Beckers färgtillverkning på Lövholmen i Stockholm
3. ↑  Kultur- och personhistoriska anteckningar (1915-1920): Ätten Engelbrektson
4. ↑  RAÄ:s bebyggelseregister: LÖVHOLMEN 16 - husnr 1
5. ↑  Samlingen donerad till Blekinge museum, Erik Höglunds webbplats, läst 2010-03-19 Arkiverad 12 mars 2009 hämtat från the Wayback Machine.